# Eiger
L'Eiger és una muntanya de 3.970 metres d'altitud dels Alps Bernesos de Suïssa. Es localitza a la regió de l'Oberland bernès, al cantó de Berna. És el pic més oriental de la cadena que inclou també els cims del Mönch (4099 m.) i la Jungfrau (4158 m.). El costat septentrional de la muntanya s'alça al voltant de 3.000 metres sobre la localitat de Grindelwald. La cara meridional queda enfront de la regió Alps suïssos Jungfrau-Aletsch, coberta per algunes de les glaceres més grans dels Alps i declarada Patrimoni de la Humanitat per la Unesco el 2001.

## Nom
L'Eiger s'esmenta ja en documents del segle xiii, però no hi ha referències clares de l'origen del seu nom. Les tres muntanyes de la cresta es diuen la Donzella (en alemany Jungfrau, que es tradueix com «Verge» o «Donzella"), el Monjo (Mönch) i l'Ogre (Eiger ). El nom ha estat relacionat amb el terme llatí acer, que significa «agut» o «punxegut", però més comunament amb l'alemany eigen, en el sentit de «característic». Atès que és una muntanya mítica de l'alpinisme per la dificultat de la cara nord, en què hi han mort molts muntanyencs, es justifica el nom «Ogre».

## Descripció

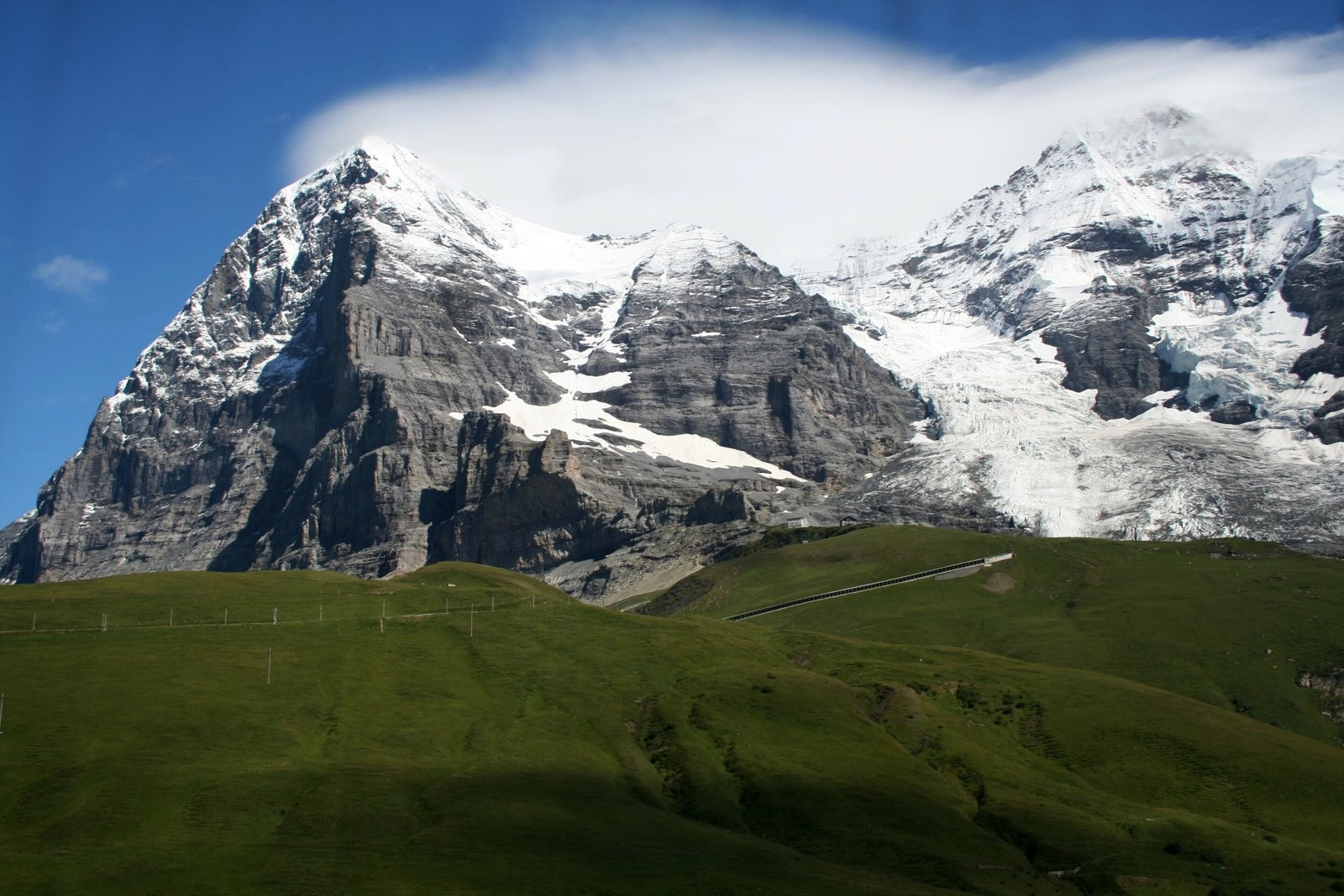
L'Eiger i el Mönch des de prop de Kleine Scheidegg.

L'Eiger es troba 5,5 km al nord-est de la Jungfrau, a la part nord-est dels Alps Bernesos. A la mateixa distància al nord queda el poble de Grindelwald, que està al voltant de 20 km de Interlaken. A l'oest hi ha altres localitats properes, a la vall de Lauterbrunnen. L'Eiger s'alça com una pila de roca continua, tan inclinada que difícilment la neu queda enganxada als seus vessants. La muntanya no forma part pròpiament dita de la cadena principal dels Alps bernesos. És una enorme mola de pedra calcària, que es projecta des de la massa granítica del Mönch creuant el coll anomenat Eigerjoch, i les glaceres a banda i banda alimenten dues branques del mateix corrent, el Lütschine, que s'uneixen per desembocar en el riu Aar.
La impressionant paret de la Jungfrau, el Mönch i el mateix Eiger és el massís més visible dels Alps bernesos, des de molts llocs al nord dels Alps suïssos. La regió és una de les principals destinacions turístiques als Alps. Més alts són el Finsteraarhorn (4.270 m) i el Aletschhorn (4.190 m), que es troben uns 10 km al sud, però són generalment menys visibles i estan situats en mig de glaceres en zones menys accessibles. El costat sud del massís està format només per grans glaceres: Aletsch, Fiesch i Grindelwald Inferior i està deshabitat. El lloc Patrimoni de la Humanitat abasta tota la zona Jungfrau-Aletsch-Bietschhorn comprenent els cims més alts i les més grans glaceres dels Alps Bernesos.

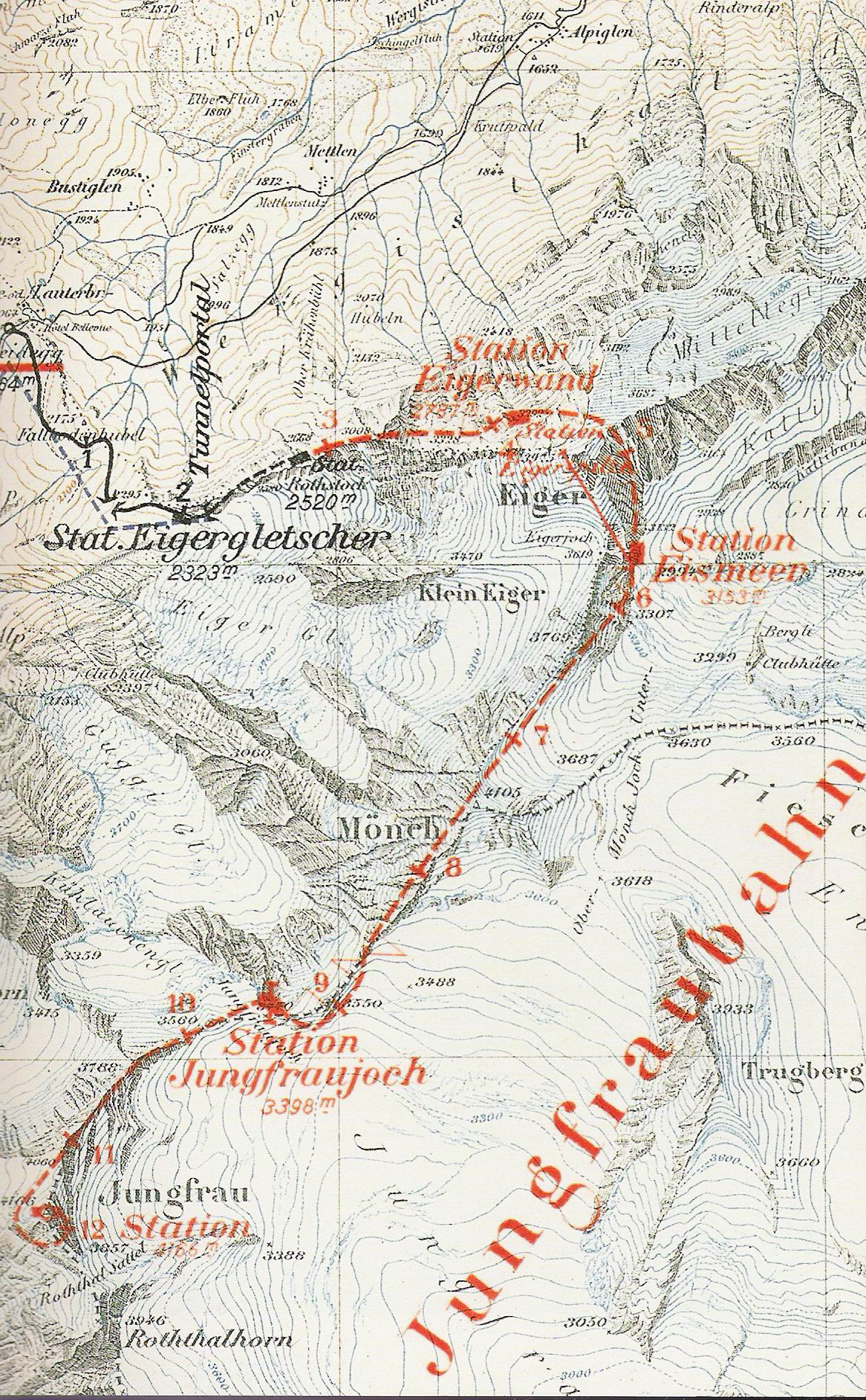
Mapa del Jungfraubahn de 1903.

L'interior de l'Eiger està recorregut per un tren cremallera anomenat Jungfraubahn. Surt des de l'estació de Kleine Scheidegg, un pas a 2.061 metres d'altitud entre Grindelwald i Lauterbrunnen, que estan connectats per un altre ferrocarril que també passa i s'atura aquí. Acaba al Jungfraujoch, el coll entre el Mönch i la Jungfrau, a 3.454 metres. L'estació Jungfraujoch és la terminal ferroviària més alta d'Europa. El túnel d'aquest ferrocarril comença una mica més enllà de l'estació d'Eigergletscher, a 2.320 metres. Recorre l'interior de l'Eiger amb dues estacions intermèdies que proporcionen un fàcil accés a finestres amb vistes als vessants de la muntanya. Al kilòmetre 3,8 de la via, hi ha un orifici anomenat Stollenloch, que servia per ventilació i desenrunament del túnel durant les obres de construcció. Actualment fa la funció d'accés a la paret per rescats, i també de punt d'inici d'escalades, doncs permet estalviar-se la part més baixa de la paret. Aquesta zona baixa és de poc interès alpinístic per que no té gaire dificultat i té un elevat risc per la caiguda de pedres i allaus des de les zones altes de la paret. Com a inici d'ascensions és controvertit, com que implica un important estalvi de temps, risc i esforç per l'escalada. A 2.864 metres d'altitud, dins de la muntanya, queda l'estació Eigerwand. Aquesta estació està connectada a la cara nord per uns grans finestrals, que de vegades s'ha fet servir per rescatar escaladors, i que serveixen de mirador pels turistes. L'altra estació del túnel es diu Eismeer, i es troba a 3.158 metres, amb vistes a la cara est, al Schreckhorn i la glacera Ischmeer (també coneguda com a Grindelwald-Fieschergletscher).
L'espectacular Nordwand ("cara nord» en alemany) és una paret vertical de 1.800 m. d'altura des de la vall de Grindelwald del (cantó de  Berna). També se l'anomena Eigernordwand ("paret nord de l'Eiger"). Se situa entre l'aresta oest i l'aresta Mittellegi. Pel fet de ser còncava i orientada al nord, és obaga i freda. A la part superior hi ha una secció anomenada l'"Aranya", una gelera en forma d'estrella de la qual surten una sèrie d'esquerdes gelades que recorden a les potes d'una aranya. Aquest nom el va usar un dels primers escaladors de la cara nord, Heinrich Harrer, com a títol al seu llibre sobre l'escalada de la cara nord de l'Eiger, Die Weisse Spinne ("L'aranya blanca"). La via clàssica o via Heckmair és una ascensió de dificultat (MD+ / V+ / A0 en roca i 50º-60º en gel. El terreny és de predomini mixt, però si la paret està molt seca, llavors el que predomina són els despreniments. El recorregut és d'uns 3.000 metres amb 1.800 metres de desnivell. Els llocs més característics de la ruta estan batejats amb noms evocadors, com el «Primer pilar» (First Pillar / Erster Pfeiler), el «Segon pilar» o «Pilar descompost» (Zerschrundener Pfeifer / Shattered Pillar), el «Forat de ventilació» (Stollenloch), la «Fissura difícil» (Difficult Crack / Schwieriger Riss), la «Travessa Hinterstoisser» (Hinterstoisser Traverse / Hinterstoißer Quergang), la «Primera gelera» (First Icefield / Erstes Eisfeld), el «Niu de les Orenetes» (Swallow's Nest / Schwalbennest), la «Mànega de gel» (Ice hose / Eisschlauch), la «Segona gelera» (Second Icefield / Zweites Eisfeld), la «Planxa» (Flatiron / Bügeleisen), «Bivac de la mort» (Death Bivouac / Todesbiwak), la «Tercera gelera» (Third Icefield / Drittes Eisfeld), la «Rampa» (Ramp / Rampe), la «Xemeneia de la cascada» (Waterfall Chimney / Wasserfallkamin), la «Gelera de la Rampa» (Ramp Icefield / Rampeneisfeld) la «Vira delicada» (Brittle Ledge / Brüchiges Band), la «Fissura delicada» (Brittle crack / Brüchigerriss), la «Travessa dels déus» (Traverse of the Gods / Götterquergang), l'"Aranya» (Spider / Spinne), el «Bivac Corti» (Corti Bivouac / Cortibiwak), les «Fissures de sortida» (Exit Cracks / Ausstiegsrisse) i la «Fissura de quars» (Quartz crack / Quarzriss), fins a enllaçar per la «Gelera somital» (Summit icefield / Gipfeleisfeldamb) amb l'"Aresta Mittellegi» (Mittellegi Ridge / Mittellegigrat) al nord.

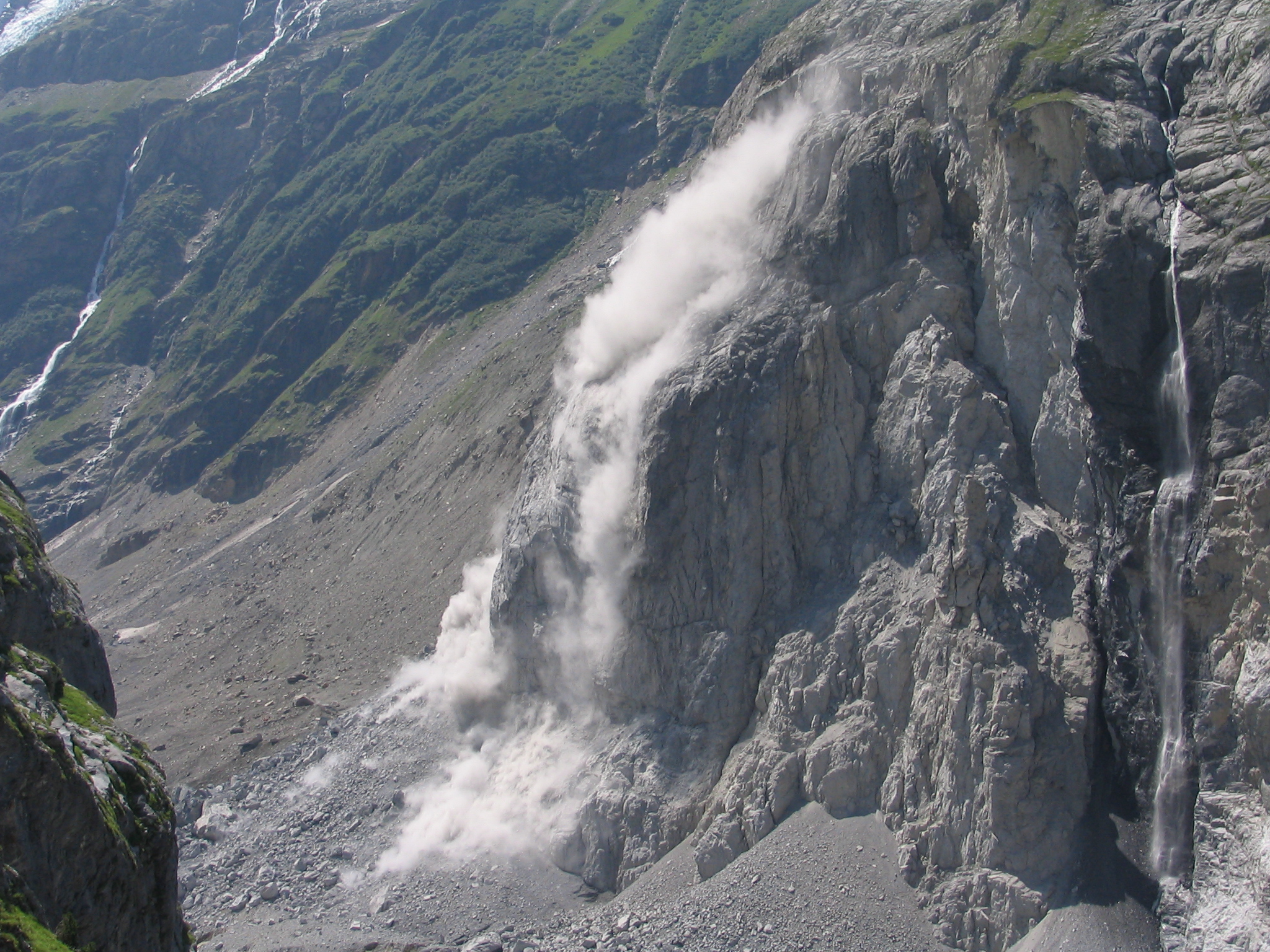
Caiguda de roques sobre la vall de la gelera de Grindelwald inferior.

És una de les sis grans cares nord dels Alps. Des de l'any 1935, almenys 66 escaladors han mort mentre intentaven pujar per la cara nord, el que li ha valgut el sobrenom alemany de Mordwand, literalment «Paret assassina", un joc de paraules sobre el nom en alemany Nordwand. Actualment segueix considerant-se un formidable desafiament, degut més a la creixent caiguda de roques i a les geleres cada vegada més petites que per les seves dificultats tècniques, que no són pas de les majors per l'alpinisme modern. Sovint a l'estiu no es pot pujar a causa de la caiguda de roques. Cada vegada més, els escaladors estan triant pujar a l'hivern, quan l'esmicolada paret està enfortida pel gel. Les roques que es desprenen i cauen, pel desglaç degut a la calor, són un dels principals perills d'aquesta cara, ja que és una muntanya amb roca que es disgrega. La inestabilitat de la cara es va acreditar el 15 de juliol de 2006, quan al voltant de 700.000 metres cúbics de roca es van ensorrar en el costat est. Era una cosa que s'advertia des de feia setmanes, i a més va caure en una zona deshabitada, per això ni hi va haver ferits ni danys en edificacions.

## Història

### Primeres ascensions
La primera ascensió a l'Eiger es va realitzar sense gran dificultat per l'irlandès Charles Barrington i els guies  suïssos Christian Almer, Peter Bohrer l'11 d'agost de 1858, per una complexa ruta a la cara occidental. Van començar a les 3:00 p.m. des de Wengen. Barrington descriu una ruta que en gran part se segueix també avui, discorrent prop de la vora de la cara nord durant gran part del camí. Van aconseguir el cim cap al migdia, van romandre-hi durant uns 10 minuts i van baixar en unes quatre hores. Barrington narra l'arribada al cim dient: «els dos guies amablement em van cedir el lloc del primer home a dalt». El seu ascens va ser confirmat per l'observació d'una bandera deixada al cim. Segons l'obra de Harrer L'aranya blanca, al principi Barrington pensava fer el primer ascens del Matterhorn, però per manca de prou mitjans econòmics no podia permetre-s'ho, i es va quedar a la regió de l'Eiger.
Escalada la muntanya per la cara oest van començar a intentar-se els ascensos hivernals i de les altres cares. Així, l'aresta sud-oest va ser pujada per primer cop el 14 de juliol de 1871, per W. A. B. Coolidge, Meta Brevoort, Christian Bohr, Christian Almer i Ulrich Almer. El primer ascens hivernal es va fer el 1890, per Mead i Woodroffe, amb els guies Ulrich Kaufmann i Christian Jossie. Entre 1896 i 1912 es va construir el tren de cremallera del Jungfraujoch. L'aresta est o aresta Mittellegi va ser ascendida per primera vegada el 10 de setembre de 1921 pel japonès Yuko Maki, amb el guies Fritz Amatter, Fritz Steuri i Samuel Brauwand. El 1924 es va fer la primera ascensió  esquiant per la glacera de l'Eiger.

### Intents a la cara nord

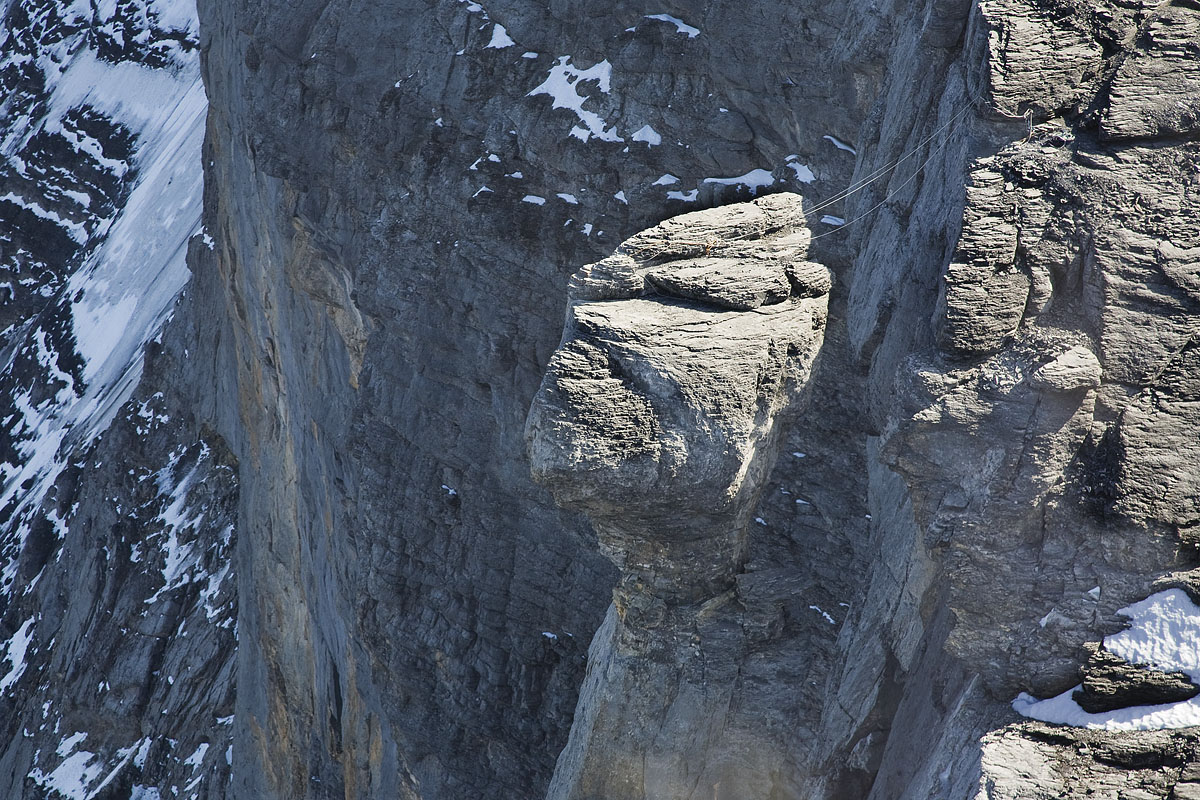
La cara nord des de l'aresta oest.

Després d'obrir-se el 1932 la ruta Lauper per la cara nord-est per Hans Lauper, Alfred Zürcher, Joseph Alexander Graven i Knubel, només quedava el gran desafiament de la cara nord. La batalla per l'ascens de la cara nord va captar l'interès tant dels escaladors com del públic que no ho era. El primer intent per la cara nord el van fer el 1934 Willy Beck Kurt Lowinger i George Lowinger, que varen assolir els 2.900 metres abans de descendir per una finestra del túnel del ferrocarril de l'interior de la muntanya.
El 1935 dos joves alemanys de Baviera, Karl Mehring i Max Sedlmeyer, van arribar a Grindelwald per intentar ascendir a la cara nord. Van haver d'esperar molt fins que el temps millorés. Quan els núvols es van obrir, van començar a pujar. Van aconseguir l'altura de l'estació Eigernordwand i el seu primer bivac. L'endemà, a causa de les grans dificultats, van guanyar poca alçada. Al tercer dia, amb prou feines van progressar alguna cosa en vertical. A la nit va esclatar una tempesta i la muntanya va quedar coberta de neu. Va seguir nevant. Allaus de neu van començar a escombrar la paret i els núvols es van tancar sobre ella. L'endemà passat, hi va haver un breu moment quan els núvols es van aclarir i la muntanya va ser visible durant una estona. El progrés dels escaladors es veia amb facilitat pels telescopis de Kleine Scheidegg. El contrast entre la civilitzada comoditat de l'estació i les dificultats dels joves que es morien a curta distància va captar l'atenció dels mitjans de comunicació internacionals. En aquest cas, la gent podia veure els dos homes, una mica més amunt i preparats per fer bivac per cinquena vegada. Després la boira va caure de nou i va ocultar als escaladors. Uns pocs dies després el temps finalment es va aclarir, revelant una cara nord completament blanca. Els dos escaladors van morir congelats i se'ls va trobar a 3.300 metres, al lloc conegut com el «Bivac de la mort».

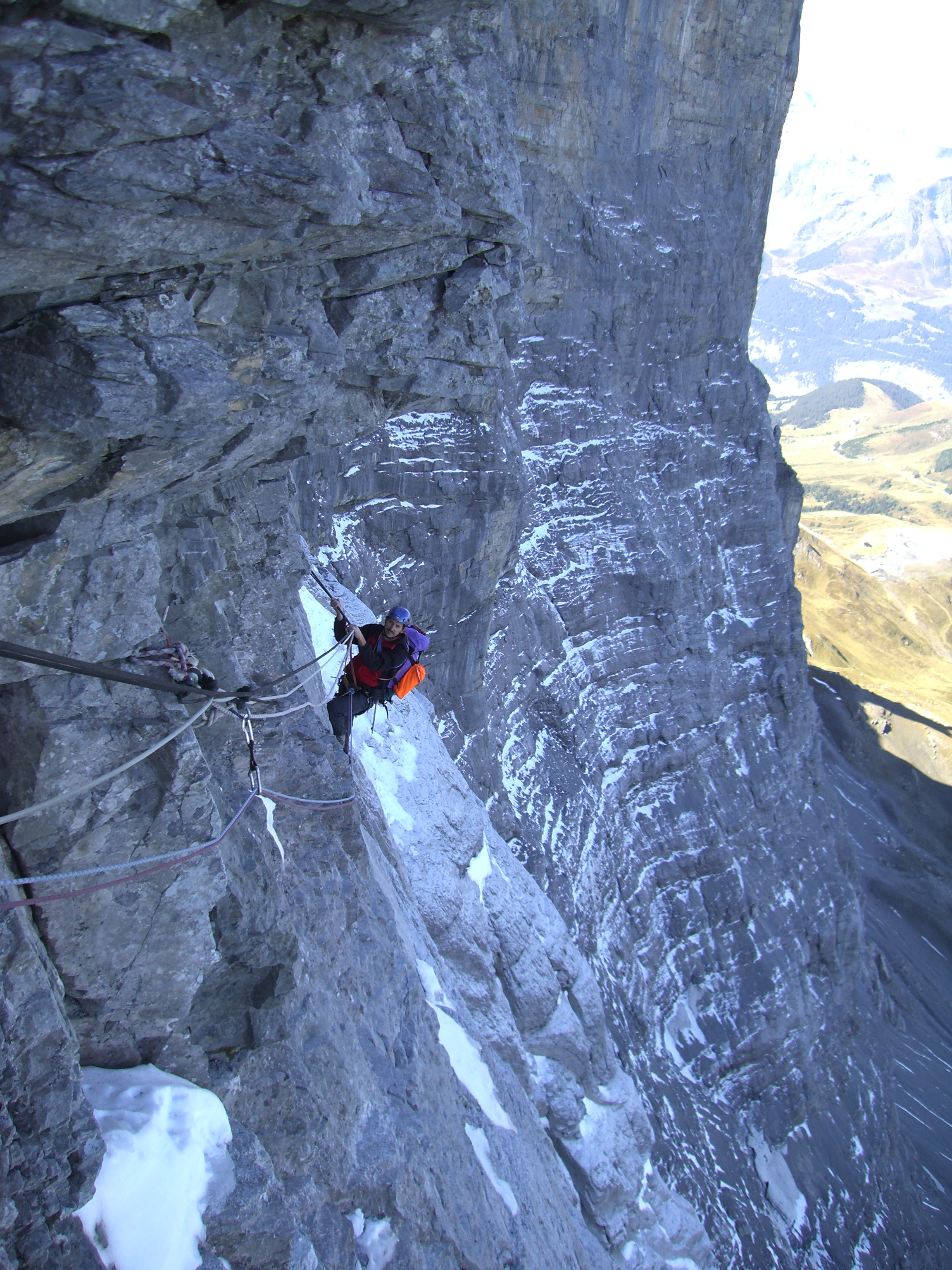
La travessa Hinterstoisser.

A l'any següent, deu joves escaladors d'Àustria i Alemanya van marxar a Grindelwald i van acampar al peu de la muntanya. Abans de començar els seus intents, un d'ells va morir en un ascens d'entrenament. Aquest fet i que el temps va ser tan dolent durant aquell estiu, tot i esperar un canvi, i veient que no n'arribava cap, diversos membres del grup van abandonar. Dels quatre que van quedar, dos eren bavaresos, Andreas Hinterstoisser i Toni Kurz, el més jove del grup, i dos eren els austríacs Willy Angerer i Edi Rainer. Quan el temps va millorar van fer una exploració preliminar de la part inferior de la paret. Hinterstoisser va caure 120 metres però no va resultar ferit. Uns pocs dies després els quatre homes finalment van començar l'ascens pel cim. Van pujar ràpidament, però l'endemà, després del seu primer bivac, el temps va canviar. Els núvols van baixar i els observadors van deixar de veure el grup. No van tornar a reprendre l'ascens fins l'endemà, quan, durant una estona, es va veure al grup baixant, però des del terra només se'ls veia intermitentment. El grup no va tenir altre remei més que retirar-se des del «Bivac de la mort", ja que Angerer va patir algunes ferides terribles com a resultat d'una caiguda de roques. Van arribar a una zona especialment difícil que no van poder resoldre. Durant l'ascens, Hinterstoisser havia pendolat amb una corda per superar una placa calcària de 75º d'inclinació, que després va deixar perquè passessin els seus altres tres companys. Després la van retirar, cosa que va ser determinant en intentar sense èxit fer el camí invers durant el descens. En no poder superar aquest pas, van haver de baixar directament. El temps va empitjorar durant dos dies. Al final, van ser escombrats per una allau. Hinterstoisser es va estimbar i els tres restants van quedar penjant d'una corda. El de dalt va morir asfixiat contra el clau que els sostenia i el de baix va morir al fracturar-se el crani del cop contra la paret. El del mig, Toni Kurz, va sobreviure a l'allau i va quedar penjant de la corda. Tres guies van començar un rescat extremadament perillós. Van fracassar a l'hora d'assolir-lo, però van arribar a una distància des d'on es podia parlar i llavors Kurz va poder narrar els fets.
Al matí els tres guies van tornar en travessar la paret des d'un forat prop de l'estació Eigernordwand i arriscar les seves vides sota allaus incessants. Toni Kurz encara vivia, però estava gairebé indefens, amb una mà i un braç completament congelats. Kurz es va armar de valor després de tallar la corda que l'unia al seu company mort més avall i va poder unir les cordes per intentar escapar de la paret. Els guies no van ser capaços de superar el sortint, impossible d'escalar, que els separava de Kurz. Van aconseguir donar-li una corda prou llarga per arribar on eren ells en unir les dues cordes. Mentre baixava, a Kurz se li va encallar el nus al  mosquetó i no va poder fer-lo passar. Va intentar durant hores arribar on eren els seus rescatadors, que estaven només uns pocs metres per sota d'ell. Després va començar a perdre la consciència. Un dels guies, va pujar sobre de les espatlles d'un altre i tocar la punta dels grampons de Kurz amb el seu piolet, però no va poder arribar més amunt. Kurz va ser incapaç de baixar més i, tot i que va lluitar fins al límit de les seves forces, va acabar morint lentament, esgotat per complet, a 40 metres de l'equip de rescat.
L'any 1937 van intentar pujar la cara nord de l'Eiger Matthias Rebitsch i Ludwig Vörg. Van començar a pujar l'11 d'agost i van aconseguir un punt alt d'uns pocs llargs de corda per sobre del «Bivac de la mort». Va esclatar una tempesta i, després de tres dies a la paret, van haver de retirar-se. Encara que l'intent no va tenir èxit, van ser els primers escaladors que van tornar vius d'un intent seriós en la paret.
El 1938 els italians Bartolo Sandri i Mario Berti, alpinistes de Valdagno hi van morir quan van caure de la paret, sorpresos per una tempesta. Van sortir el 21 de juny, i van morir caient en les proximitats de la «Fissura difícil»,
 a la part baixa de la paret.
Com la major part d'aquests primers intents de pujar la cara nord van acabar tràgicament, les autoritats berneses en van prohibir l'escalada i van amenaçar de multar qui ho intentés de nou. El 1938, Edward Lisle Strutt, editor de l'Alpine Journal, va anomenar la cara nord de l'Eiger «una obsessió pels mentalment trastornats» i «la variant més imbècil des que va començar el muntanyisme».

### Primera ascensió a la cara nord

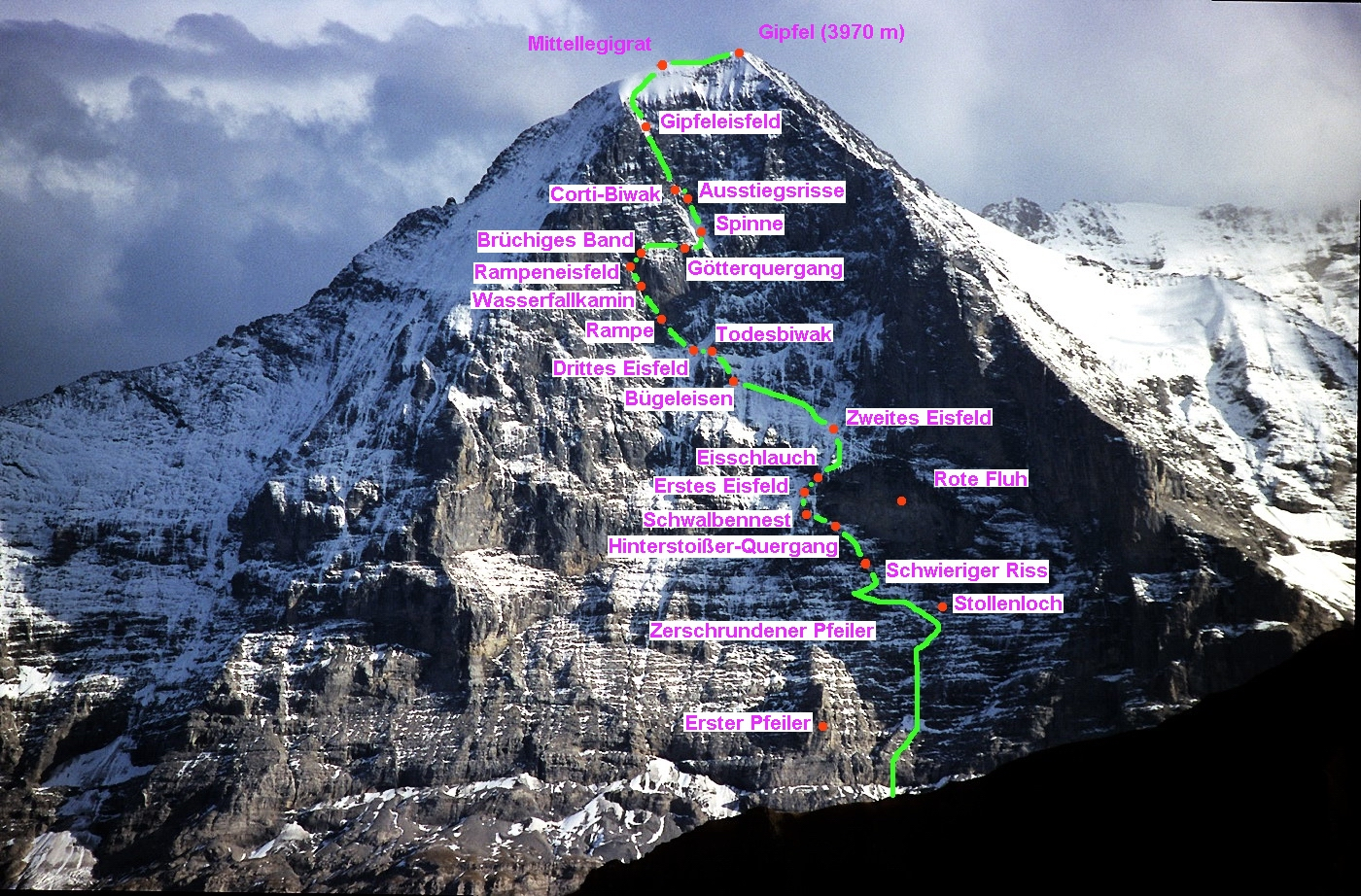
La ruta Heckmair.

La reputació que l'Eigerwand era una cara inescalable va acabar en aquell mateix any 1938, quan quatre escaladors van arribar al cim per la que avui es coneix com a «via de 1938» o «Heckmair» i és considerada com la ruta clàssica. Aquesta cara nord es va utilitzar en aquella època per les autoritats nazis com una mena de desafiament nacionalista, de manera que s'estimava que aquesta paret, l'última gran cara nord que quedava per conquerir, l'últim gran problema dels Alps, havia de ser aconseguida per joves de raça ària. En principi eren dos grups independents. Els alemanys Heckmair i Vörg per una banda, i els austríacs Harrer i Kasparek per una altra. Harrer ni tan sols portava grampons. Van començar a pujar els austríacs. L'endemà van començar els alemanys, que se'ls van unir, usant la corda fixa per creuar l'anomenada Travessa Hinterstoisser. Van decidir unir les seves forces i van pujar com un grup de quatre, liderats per l'experimentat Heckmair. Aquest va escriure més tard: «Nosaltres, els fills del vell Reich, units amb els nostres companys de la Frontera Oriental per marxar junts a la victòria"
.
L'expedició es va veure constantment amenaçada per allaus de neu. Van ascendir tan ràpidament com podien entre les caigudes. Al tercer dia va esclatar una tempesta i el fred va ser intens. Els quatre homes es van veure atrapats en una allau quan pujaven «l'Aranya", però tots van tenir força suficient per resistir sense ser escombrats de la paret. Van aconseguir amb èxit la cimera a les quatre de la tarda del 24 de juliol de 1938. Estaven tan cansats que només van tenir força per baixar per la ruta normal a través d'una ferotge ventada. En tres dies havien aconseguit superar la cara nord de l'Eiger.

### Ascensions posteriors
Després de la Segona Guerra Mundial, la cara nord va ser ascendida dues vegades el 1947: primer per un grup de dos guies  francesos, Louis Lachenal i Lionel Terray, i després per un grup suís que estava format per H. Germann, amb Hans i Karl Schlunegger.

#### Anys 50
Vençuda la cara nord, comença la carrera per fer-ho en menys temps. Així, en un sol dia van pujar la cara nord el 1950 Leo Forstenlechner i Erich Wascak, trigant 18 hores.

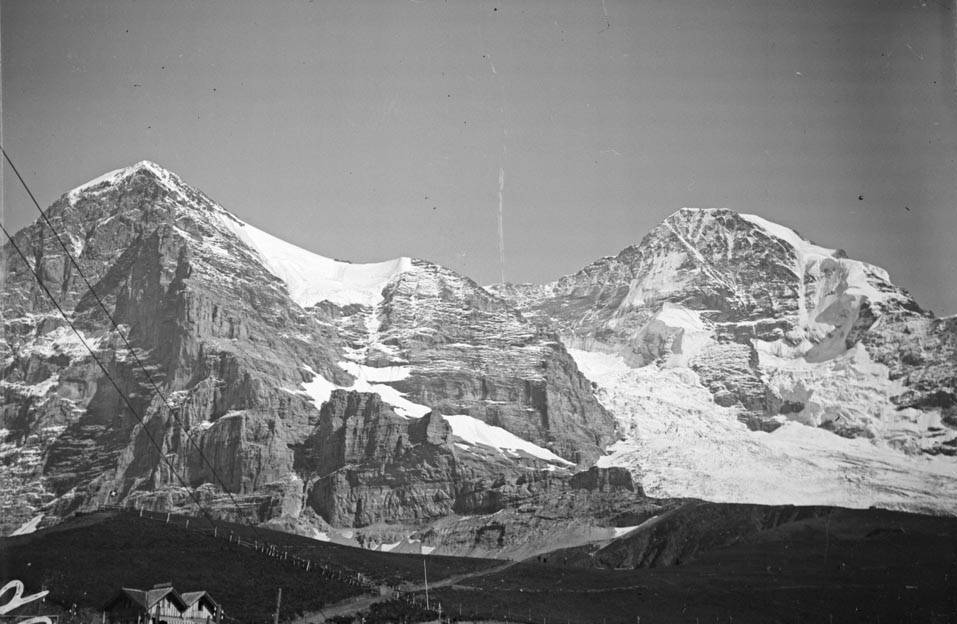
L'Eiger i el Mönch en una imatge d'entre 1880 i 1926

No deixava de ser un ascens perillós, com demostra el tretzè ascens, realitzat el 1957 per dos italians, Claudio Corti i Stefano Longhi, al costat de dos escaladors alemanys, Franz Meyer i Gunther Nothdurft. Van trobar extremes dificultats en la part més alta de la ruta. Nothdurft va emmalaltir. Corti havia estat colpejat per una pedra que va caure, i Meyer i Nothdurft el van deixar amb totes les seves provisions, incloent una petita farmaciola, i van intentar baixar de la muntanya i demanar rescat. Corti, es converteix en el primer home rescatat viu de la cara nord des de dalt, en una famosa acció de rescat amb 54 homes (primer emprès per escaladors voluntaris i guies no suïssos). Van treure Corti des del cim en un cable d'acer amb el sistema de rescat de Ludwig Gramminger. Longhi, que patia severes congelacions, va caure a prop de «l'Aranya» i no va poder ser rescatat. No va ser tan afortunat com Corti i va morir a la intempèrie. Meyer i Nothdurft van morir en una allau en el seu descens de la cara oest de l'Eiger després d'acabar el 13è ascens de la cara nord. El cos de Longhi va romandre a la paret durant més de dos anys abans de ser recuperat.
Com Nothdurft i Meyer van morir en la ruta de descens, se'ls va reconèixer a Kurt Diemberger i Wolfgang Stefan, el seu ascens de l'any 1958 com el catorzè de la cara nord de l'Eiger.
El 1959, Adolf Derungs i Lucas Albrecht, dos paletes suïssos, van pujar per la paret amb equipament molt primitiu. Derungs portava quatre camises una sobre l'altra, i Albrecht un vell abric. Tots dos estudiants, valents fins al punt de la imprudència i molt durs, van baixar a la nit pel costat oest. Tres anys després, el 1962, Derungs va desaparèixer mentre intentava un ascens en solitari per la cara nord.

#### Anys 60
Durant els anys seixanta, se succeeixen els ascensos de la cara nord per grups formats íntegrament amb escaladors d'una nacionalitat: el primer ascens totalment txecoslovac entre el 30 d'agost i el 2 de setembre de 1961, per Radovan Kucha i Zdeno Zibrín (19è ascens). El primer totalment polonès entre el 31 d'agost i el 2 de setembre del mateix any, per Stanisław Biel i Jan Mostowski (20a ascensió). El 1962 els italians Armando Aste, Pierlorenzo Acquistapace, Gildo Airoldi, Andrea Mellanes, Romà Perego i Franco Solina. El mateix any, els britànics Chris Bonington i Ian Clough. Entre el 28 i el 31 de juliol de 1968 es va produir el primer ascens de l'aresta nord, per un equip polonès: Krzysztof Cielecki, Tadeusz Łaukajtys, Ryszard Szafirski, Adam Zyzak.
Es van començar a fer ascensions a l'hivern. La primera va ser l'any 1961, entre el 6 i el 12 de març, per Toni Kinshofer, Anderl Mannhardt i Toni Hiebeler. El primer ascens en solitari, entre el 2 i el 3 d'agost de 1963, per Michel Darbellay, en unes 18 hores d'escalada. Entre l'1 i el 3 de setembre de 1964, es va produir la primera ascensió d'una dona, l'alemanya Daisy Voog, amb Werner Bittner.
La muntanya conserva la seva fama d'assassina, amb la mort, durant l'ascensió fatalment inacabada del 10 al 15 d'agost del 1963, dels aragonesos Alberto Rabadá i Ernesto Navarro, que intentaven ser els primers espanyols a aconseguir la Nordwand. Els seus cossos no es van recuperar de l'Aranya fins al desembre del mateix any, per tres guies suïssos que van completar el primer descens de la cara nord, entre el 27 i el 31 d'aquell mes. Josep Manel Anglada i Jordi Pons, que ja el van intentar escalar sense èxit l'any 1962, van aconseguir ser els primers catalans a superar la cara nord de l'Eiger entre el 4 i el 7 d'agost de 1964. La segona ascensió espanyola va ser realitzada per César Pérez de Tudela i Carlos Romero Baró entre el 27 i el 30 de juliol de 1969.
Quedava obrir una via directa. Després que es trenqués una corda fixa, el nord-americà John Harlin II es va precipitar i va morir el 22 de març de 1966 mentre intentava obrir la Direttissima , o la ruta «més directa» fins al cim. El seu col·lega, l'escocès Dougal Haston, es va unir a l'equip competidor de Siegi (Siegfried) Hupfauer, Jörg Lehne, Günter Strobel i Roland Votteler, i va seguir endavant fins a completar la primera via directa el 25 de març, a la qual van anomenar «Ruta John Harlin» (Harlin route) en honor del company caigut.

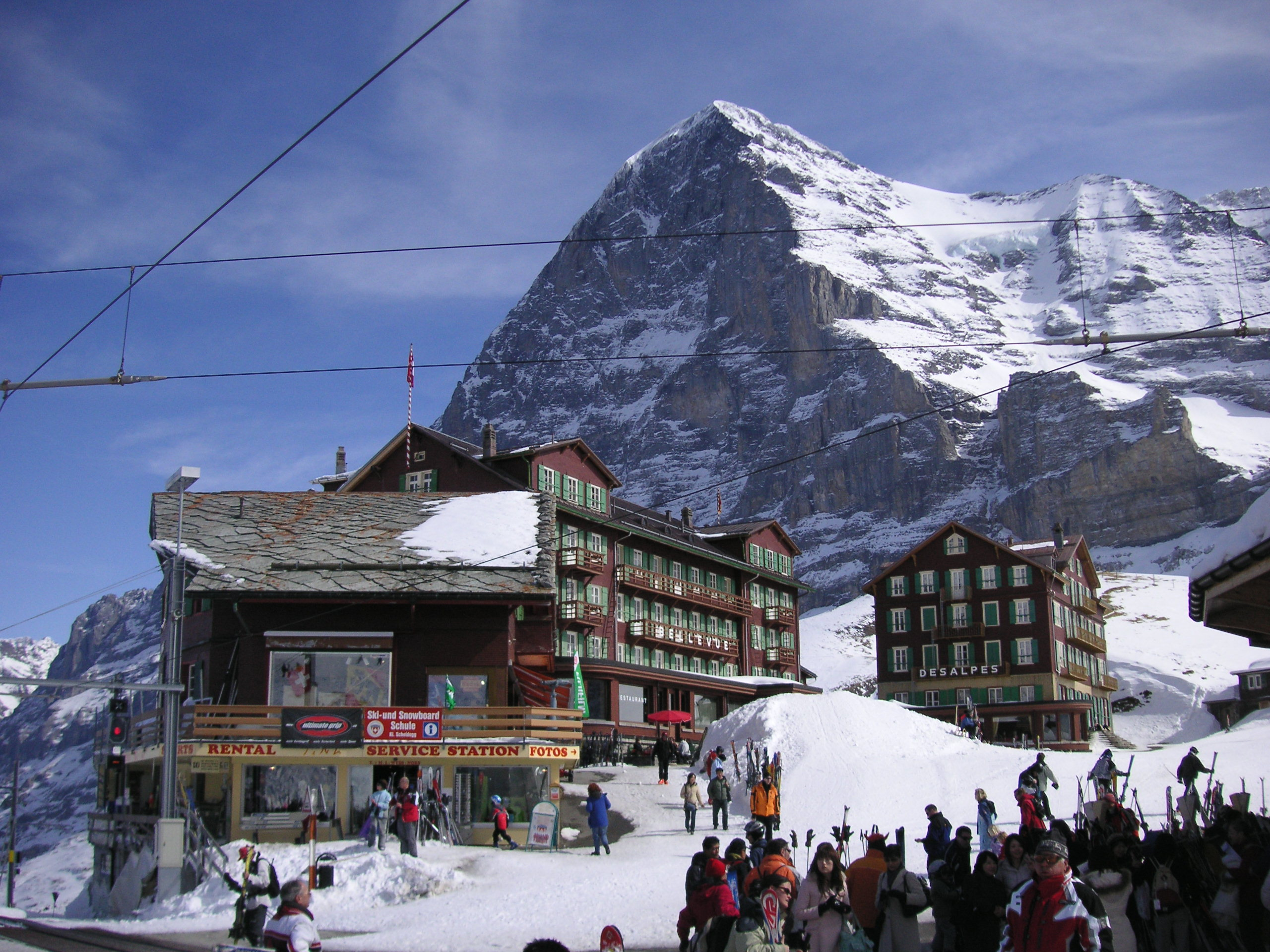
Vista des de l'estació de ferrocarril de Kleine Scheidegg.

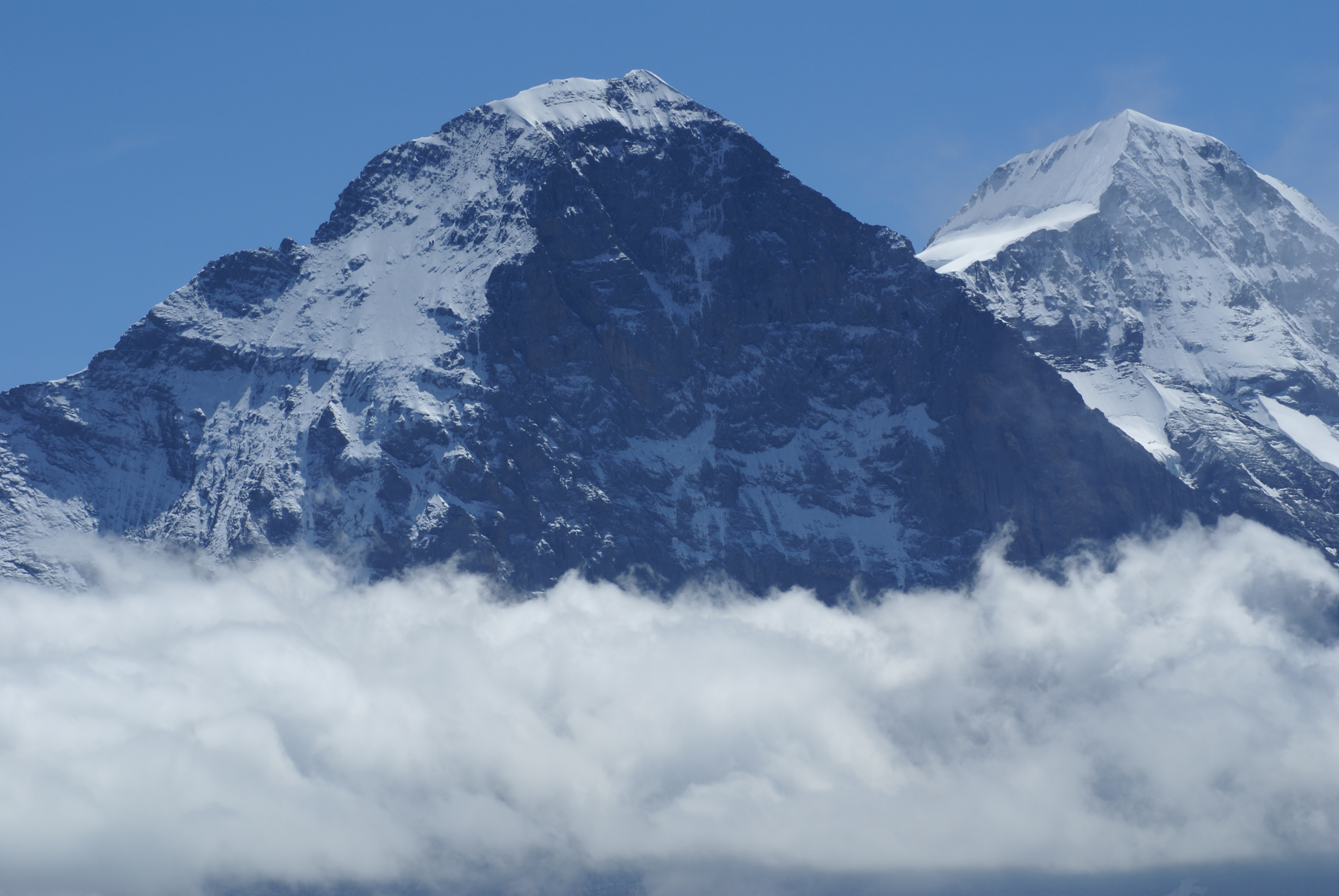
L'Eiger des de l'est (i el Mönch darrere).

#### Anys 70 i posteriors
Des d'aquell moment van seguir-se fent noves primeres ascensions nacionals a la paret nord. El primer ascens belga a la paret es va fer l'any 1971 per Renaat Van Malderen i Vincent de Waele, el neerlandès el 1977, per Ronald naar i Bas Gresnigt.
El 1970, Eric Jones va escalar l'Eiger amb el càmera Leo Dickinson, Pete Minks i Cliff Phillips. Van fer el primer film complet de l'ascens de l'Eiger.
El 1974, Reinhold Messner i Peter Habeler van pujar la cara nord en 10 hores.
El 1981, Eric Jones va fer el primer ascens en solitari britànic, filmat també per Leo Dikinson, fent-ne la pel·lícula Eiger Solo.
Per afegir més dificultat, es van realitzar ascensions durant l'hivern. El 1982 Harry Kent va fer el primer ascens nord-americà a l'hivern. L'eslovè Slavko (Miroslav) Svetičič, que el 21 de juliol de 1984 havia ascendit en solitari per la ruta clàssica, trigant 8 hores, el 1990, entre el 14 i el 15 de gener, va ascendir en solitari la cara nord per la ruta Harlin en 26 hores, el seu primer ascens a l'hivern. El 1991 Jeff Lowe va fer el primer ascens, per la via Metanoia, de la cara nord en solitari, a l'hivern, i sense anclatges.
Des de la gesta del 1974 de Reinhold Messner i Peter Habeler, es va intentar retallar el temps d'escalada. El 28 de gener de 2008, els muntanyencs suïssos Roger Schäli i Simon Anthamatten estableixen un nou rècord per ascens en cordada (de la ruta Heckmair) ascendint en 6 hores i 50 minuts. Un mes més tard, el 23 de febrer, els també suïssos Daniel Arnold i Stephan Ruoss milloren el rècord, ascendint per la ruta Heckmair en 6 hores i 10 minuts.
Més ràpid encara va evolucionar l'ascens en solitari. El 25 d'agost de 1981, el guia suís Ueli Bühler va fer la cara nord en 8 hores i mitja. El 1982, l'eslovè Franček (Franc) Knez va trigar 6 hores. El 27 de juliol de 1983, l'austríac Thomas Bubendorfer escala, sense corda, en 4 hores i 50 minuts, retallant gairebé fins a la meitat el temps de Bühler. El seu rècord el va retallar en 10 minuts el 24 de març de 2003 l'italià Christoph Hainz, que va trigar 4 hores i 40 minuts. El 21 de febrer de 2007 és el suís Ueli Steck qui bat el rècord de Christoph Hainz, fent la cara nord en solitari en 3 hores i 54 minuts. A l'any següent U. Steck va batre el seu propi rècord, marcant 2 hores, 47 minuts i 33 segons el 13 de febrer de 2008. El 31 de maig d'aquell any, U. Steck reb el primer Premi Eiger.
Tot i la millora en tècniques d'escalada, seguretat i en els sistemes de rescat, van seguir produint accidents a l'Eiger. L'any 1971, Peter Siegert i Martin Biock són recuperats des de dalt del «Bivac de la mort» amb un helicòpter, el primer rescat d'aquest tipus que va tenir èxit. El 18 de juliol de 1992, tres clients de BMG / UIAGM / IFMGA van morir en una caiguda pel costat oest: Willie Dunnachie, Edward Gaines i Phillip Davies.
Poden esmentar altres fites en l'Eiger al llarg dels darrers quaranta anys:
- 1970: Primer descens en esquí per la cara oest, per Sylvain Saudan.
- 1976: Primer ascens en estil alpí de l'Eiger Directa (Ruta Harlin) per Alex MacIntyre (UK) i Tobin Sorenson (USA).[27]
- 1983, 21 mar-abril 2 (13 dies a la paret): Primer ascens en solitari i nova ruta a la cara (la Ideal Direttissima) per l'eslovac Pavel Pochylý.[28]
- 1992, 10 de març: Catherine Destivelle (França) fa en solitari la cara nord en 17 hores. És el primer ascens femení en solitari.[29]
- 1997: Benedetto Salaroli, amb 72 anys, es converteix en l'home més vell que va ascendir la cara nord, ascendint en un sol dia amb els guies Ueli Buhler i Kobi Reichen
- 2006, 14 de juny: François Bon i Antoine Montant fan el primer descens speedflying de l'Eiger.[30][31]
- 2007, 9 d'abril: Christophe Profit, un guia francès, puja per la paret per desena vegada.
- 2008, 7 d'agost: Dean Potter (USA) fa en solitari i lliure Deep Blue Sea (5.12) a la cara nord, i després fa salt BASE des del cim utilitzant un equip ultralleuger que portava durant l'escalada.

I, finalment, es va estendre la idea d'encadenament, és a dir, de pujar d'una manera successiva en el menor temps possible l'Eiger dins d'un ascens més ampli que inclogui d'altres cims.

## Panorama

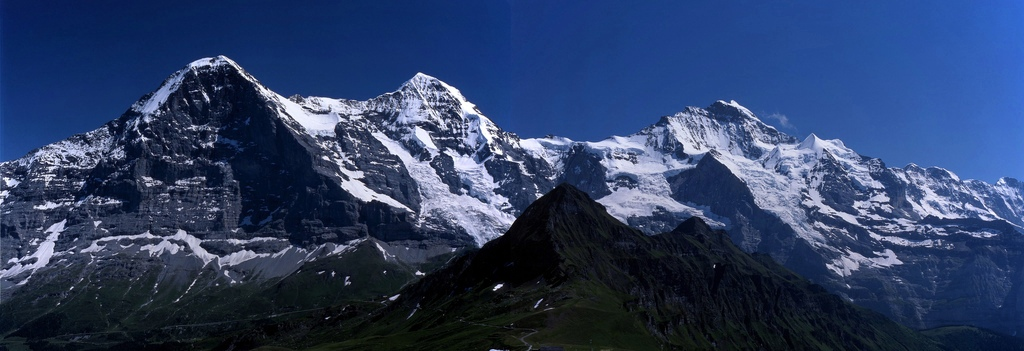
Vista des de Männlichen: D'esquerra a dreta, Eiger, Mönch i Jungfrau.

## Referències a la literatura, el cinema i la música

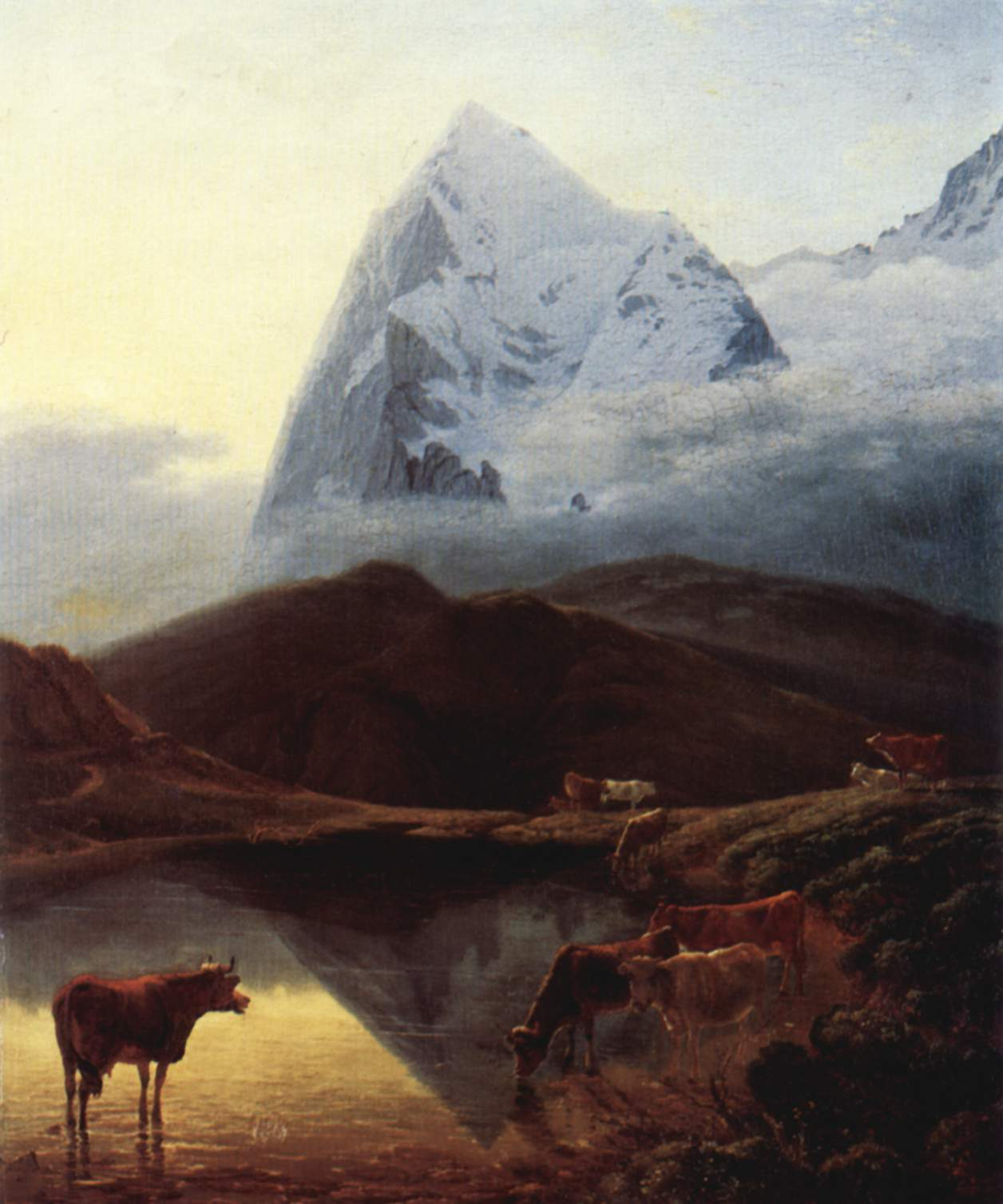
Maximilien de Meuron Der Große Eiger, von der Wengernalp aus gesehen (1ª meitat s.XIX).

## Les vies de la cara nord

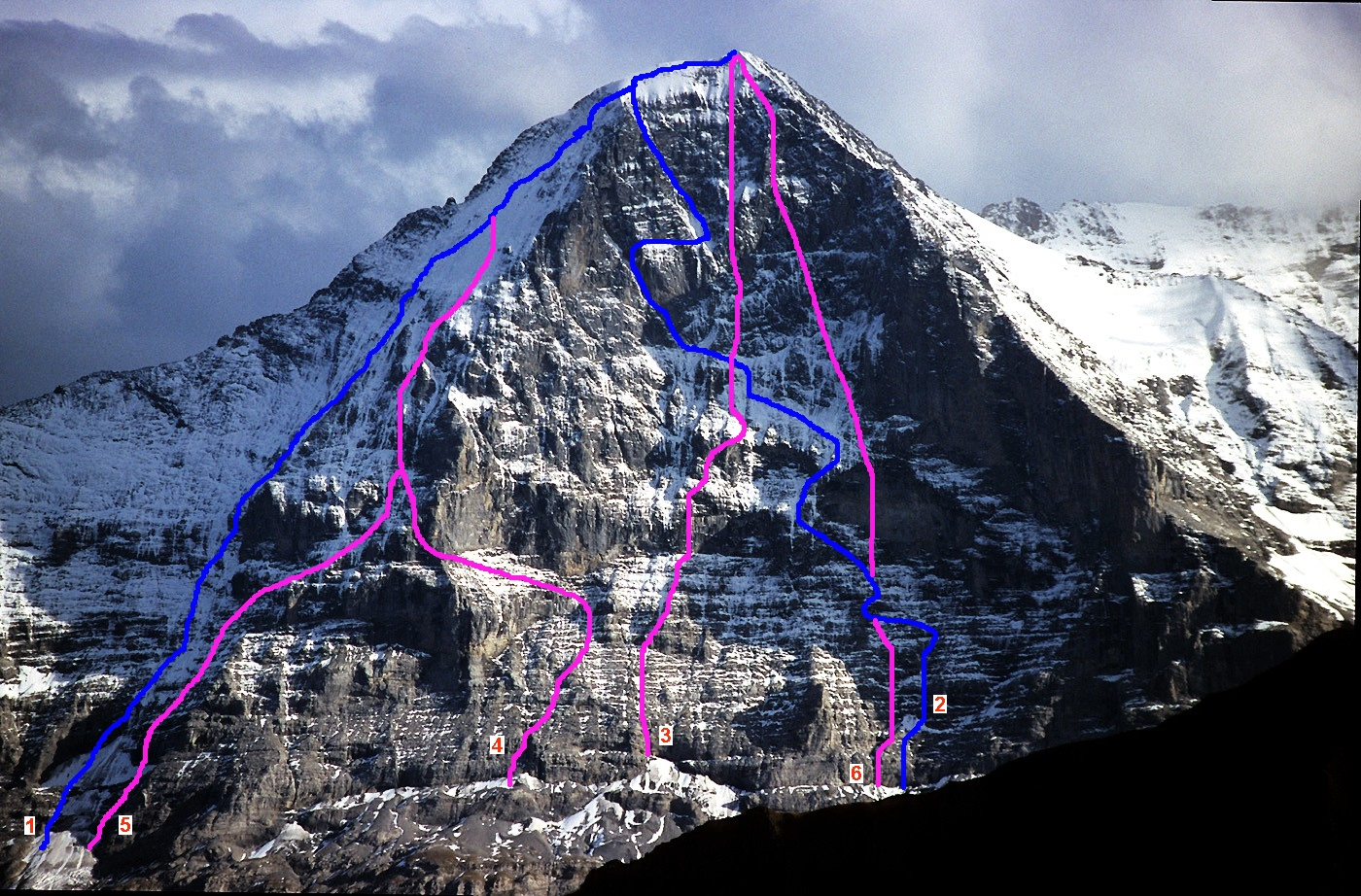
De 1932 a 1969: 1= Via Lauper 2= Via Heckmair 3= Directíssima Harlin 4= Pilar nord - Via polonesa 5= Pilar nord - Via Messner 6= Directíssima japonesa
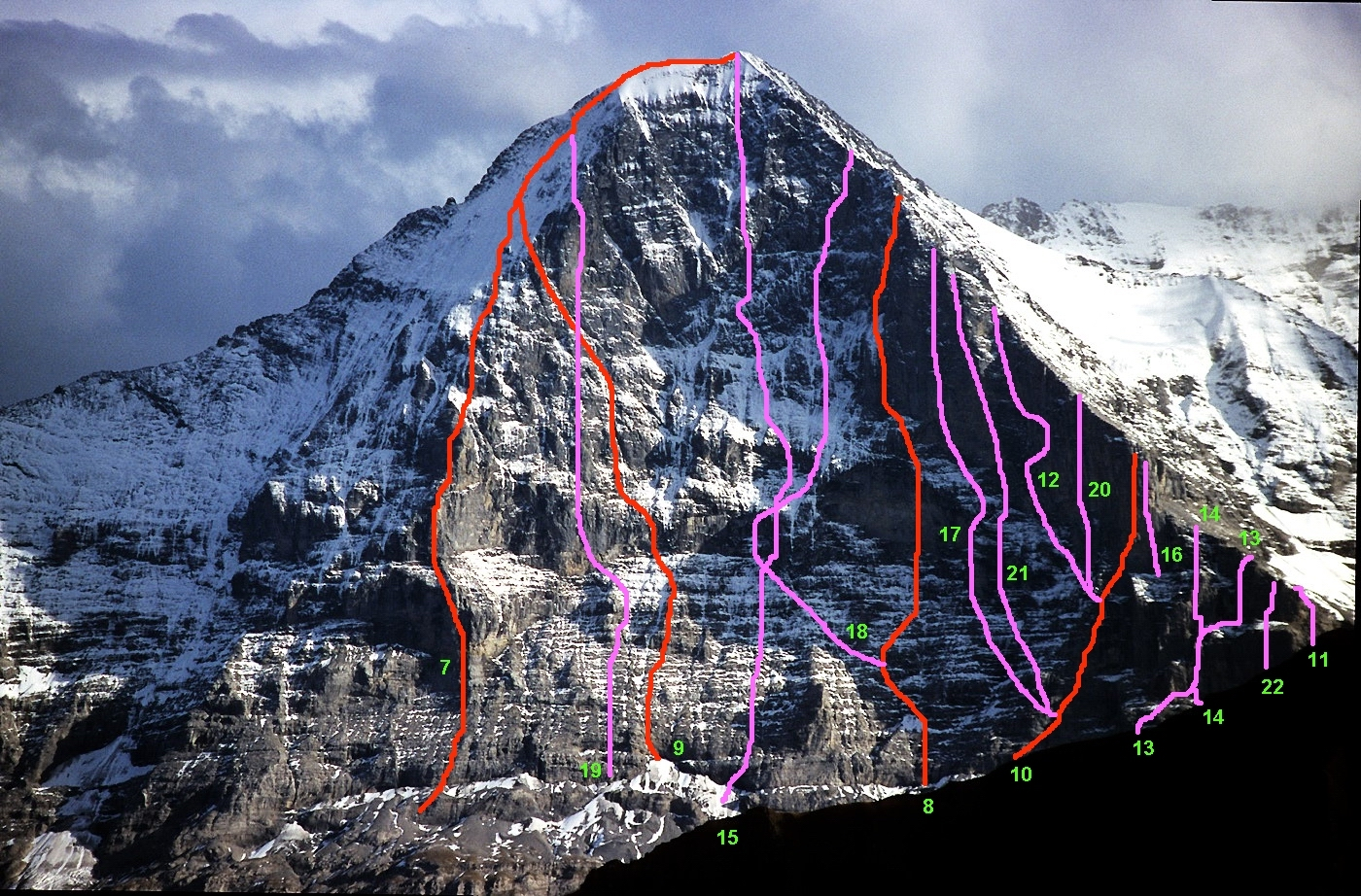
De 1970 a 1988 7= Directa del pilar oest 8= Via txeca 9= Via txeca II 10= Les portes du chaos 11= Aresta oest (directa, 30.07.1980), 12= Nordverschneidung 13= Via Knez 14= Via Ochsner-Brunner 15= Directíssima ideal 16= Spit verdonesque édenté 17= Directíssima Piola-Ghilini 18= Hiebeler-Gedächtnisweg 19= Via eslovena 20= Eigersanction 21= Gelber Engel 22= Löcherspiel
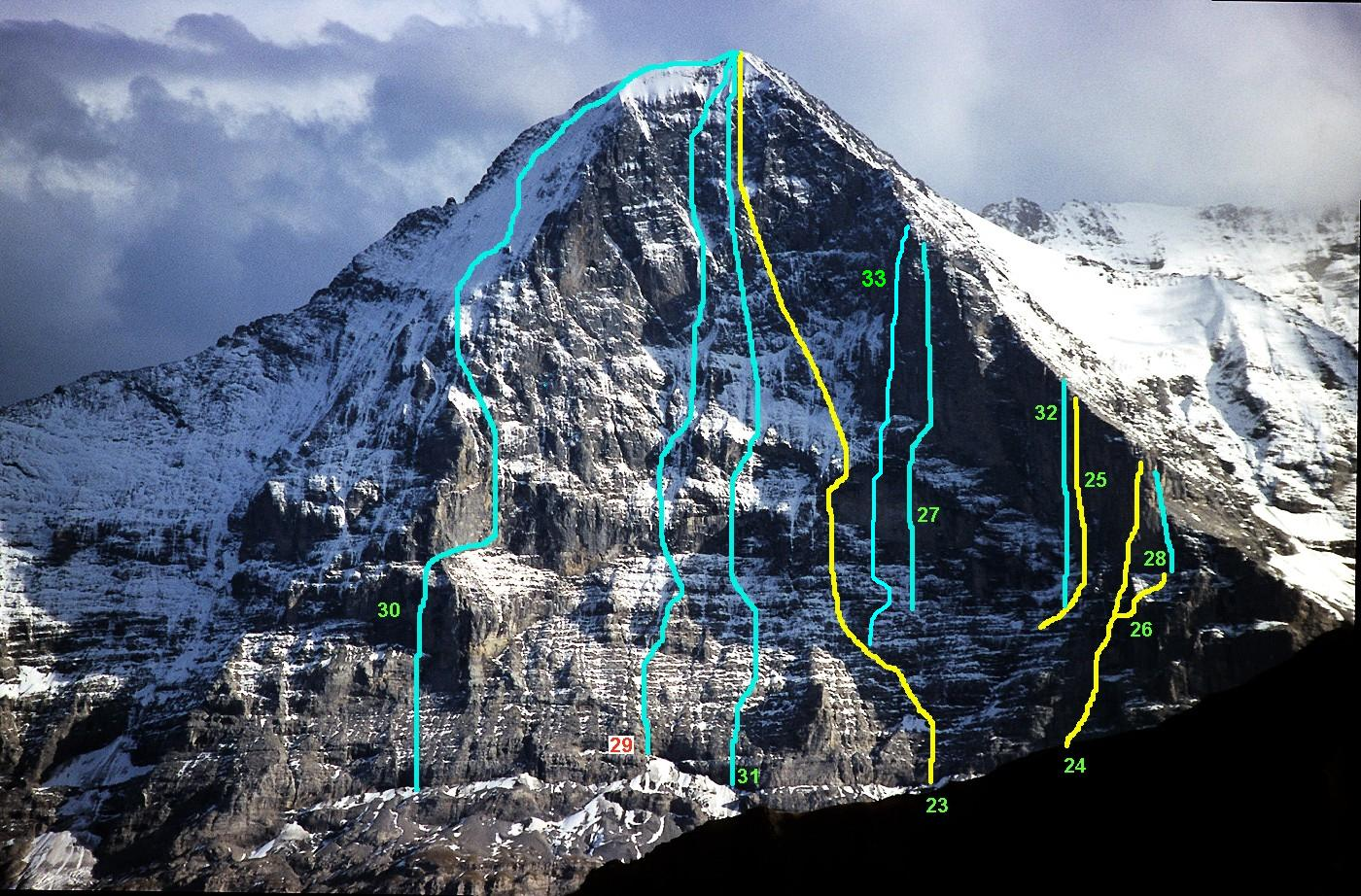
De 1991 a 2007 23= Metanoia 24= El cant del cigne 25= Yeti 26= Simfonia de llibertat 27= La vida es xiular 28= Deep Blue Sea 29= La jove aranya 30= Griff ins Licht 31= Directíssima russa 32= Magic Mushroom 33=Paciència

- De 1932 a 1969: 
1= Via Lauper
2= Via Heckmair
 3= Directíssima Harlin
4= Pilar nord - Via polonesa 
5= Pilar nord - Via Messner
 6= Directíssima japonesa
- De 1970 a 1988 
7= Directa del pilar oest 
8= Via txeca 
9= Via txeca II 
10= Les portes du chaos 
11= Aresta oest (directa, 30.07.1980),
 12= Nordverschneidung 
13= Via Knez
14= Via Ochsner-Brunner
 15= Directíssima ideal 
16= Spit verdonesque édenté 
17= Directíssima Piola-Ghilini
 18= Hiebeler-Gedächtnisweg 
19= Via eslovena 
20= Eigersanction 
21= Gelber Engel 
22= Löcherspiel
- De 1991 a 2007 
23= Metanoia 
24= El cant del cigne 
 25= Yeti 
26= Simfonia de llibertat 
27= La vida es xiular 
 28= Deep Blue Sea 
29= La jove aranya 
30= Griff ins Licht 
31= Directíssima russa 
32= Magic Mushroom 
33=Paciència